# Online Etymology Dictionary
L’Online Etymology Dictionary est un dictionnaire étymologique pour la langue anglaise publié en ligne et de consultation gratuite.

## Description
Douglas Harper, le principal rédacteur de l'Online Etymology Dictionary, a regroupé l'histoire et l'évolution de plus de 30 000 mots, y compris des termes techniques et de l'argot américain. L'essentiel des informations étymologiques provient de l'ouvrage An Etymological Dictionary of Modern English d'Ernest Weekley (en) publié en 1921. Parmi les autres sources, il est possible de citer le Middle English Dictionary et le Barnhart Dictionary of Etymology. Douglas Harper indique qu'il n'a fait que rassembler des informations étymologiques, évaluant les informations rapportées par d'autres et citant l'ensemble de ses sources dans son dictionnaire. 
Harper travaille comme relecteur et concepteur de pages pour la société britannique LNP Media Group (en),.
En juin 2015, l’Online Etymology Dictionary comprend 50 000 entrées.

## Critique et réputation
La bibliothèque de l'université de l'Ohio juge que c'est une ressource étymologique pertinente, alors que le journal Chicago Tribune indique, en 2007, qu'il s'agit « de la meilleure ressource pour trouver le mot juste »,. Des articles le mentionnent comme source pour détailler l'histoire et l'évolution des mots en anglais,.

## Citations originales
1. ↑  (en) « best resources for finding just the right word »